# Исады (Нижегородская область)
Иса́ды — село в Лысковском районе Нижегородской области. Входит в состав Трофимовского сельсовета.

## География
Село Исады находится в 91 км к востоку от Нижнего Новгорода. Стоит на правом берегу Волги, близ устья реки Сундовик, у подножья Лысой горы.
Ближайшие населённые пункты — город Лысково, сёла Трофимово и Окишино, деревня Ушаковка. На противоположном берегу Волги находится посёлок Макарьево.

## История
Село упоминается с XVII века. Первоначально было рыбачьей слободой. При этом уже в XVII—XVIII веках в Исадах существовала монастырская пустынь, служившая перевалочным пунктом при переправе на Макарьевскую ярмарку на противоположный берег Волги.
Название села связано с его прибрежным местоположением. Согласно В. И. Далю, «исады» — это «место высадки на берегу, пристань». Топоним распространён и в других регионах России (см. Исады).
В XIX веке село Исады Макарьевского уезда Нижегородской губернии воспринималось как прибрежный пригород более крупного Лыскова: «Волга уклонилась своим течением от Лыскова, и оно соединяется с рекою при посредстве, так сказать, своего пригорода и пристани, Исад».

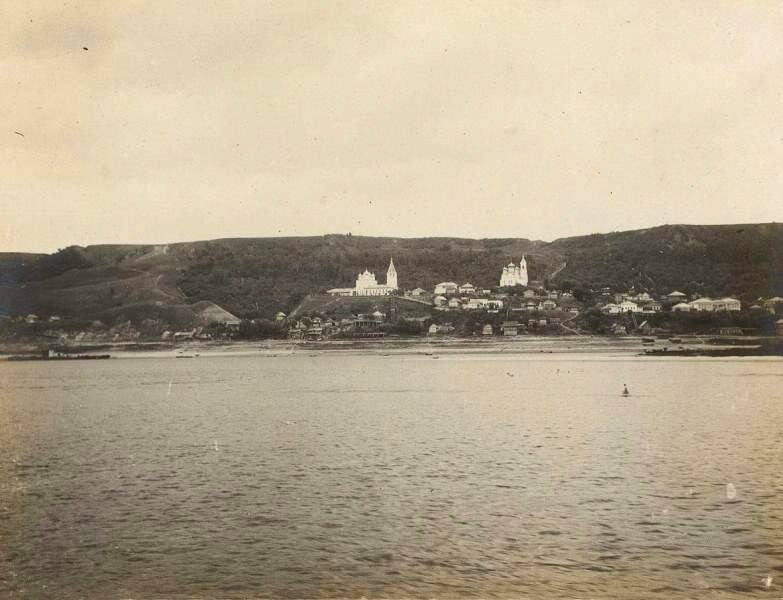
Волга.
Село Исады в 1912 г.

В путеводителе 1910 года даётся такое описание: «Исады, на правом берегу Волги, село, раскинутое на уступах Фаддеевых гор; местность очень живописная; тут ещё недавно сосредоточивались все пароходные пристани». В селе было три православных храма, из которых сохранился один.

## Население
В Исадах зарегистрировано 11 человек.

## Инфраструктура
В селе одна улица — Садовая. С ближайшими населёнными пунктами село связано дорогами местного значения.

## Достопримечательности
В Исадах семь объектов культурного наследия России:
- Церковь в честь святого Николая Чудотворца, построенная в 1847 году[9];
- Богадельня для призрения вдов и сирот (построена на средства А. Ф. Сергеева во второй половине XIX века) — памятник истории;
- Дом А. Ф. Сергеева с каменными воротами (конец XIX века) — памятник градостроительства и архитектуры[10];
- Четыре жилых дома конца XIX века[11][12][13][14].